# San Pedro (higo tipo)
Higuera Tipo San Pedro es un cultivar de higuera Ficus carica bífera en la que no necesita ser polinizada para conseguir la primera cosecha (brevas), pero necesita la polinización de un cabrahigo para mantener y desarrollar la cosecha principal (higos) y que no se caigan del árbol.

## Variedades de higo San Pedro
- „Abicou“ sinónimo 'San Pedro' (tomado como denominación de este higo tipo), 'De Patamula',
- „Banana“,
- „Bither“ fruto de color verde,
- „Bither abiadh“,
- „Bouhouli“ fruto de color verde púrpura,
- Brevera Cotia
- „Desert King“,
- „Khenziri“ fruto de color verde,
- „Lampaga“ originario de Andalucía, sinónimos : 'Ayuela R', 'Lampa Preta', 'Pacueca', 'Tiberio', 'Villalba',
- „Madeline“,
- „Nazaret“ originario de Israel, fruto color verde,
- „Pecho de Reina“ originario de Cataluña, sinónimo : 'Tres Fan Carga',
- „Wahchi“ fruto color amarillo verdoso,[4]

## Características
Los higos de tipo San Pedro son unas variedades de que producen “higos flor” (brevas) en la temporada temprana de finales de mayo a finales de junio por partenocarpia. Sin embargo para la producción de los higos de la temporada de julio a octubre le hace falta el polen de un cabrahigo que se encuentre en la proximidad o la operación de la caprificación para poder fecundar las flores femeninas de los siconos y sacar adelante el desarrollo del fruto sin que se desprenda del árbol sin desarrollarse.
Los frutos son grandes y redondos y varían de una piel morada a verde pálida, y tiene una carne rosada cremosa y dulce. Se cría en cultivos moderados a intensos. Prefieren pleno sol, refugio contra el viento, en un suelo arcilloso y bien dotado.

## El cultivo de la higuera
Los principales productores de higos del tipo 'San Pedro' en los países del norte de África tales como Marruecos, Argelia, ó Túnez, siendo la variedad cultivar principal tanto para el suministro de higo fresco como para los higos pasos.